# Tour de la Lanterne

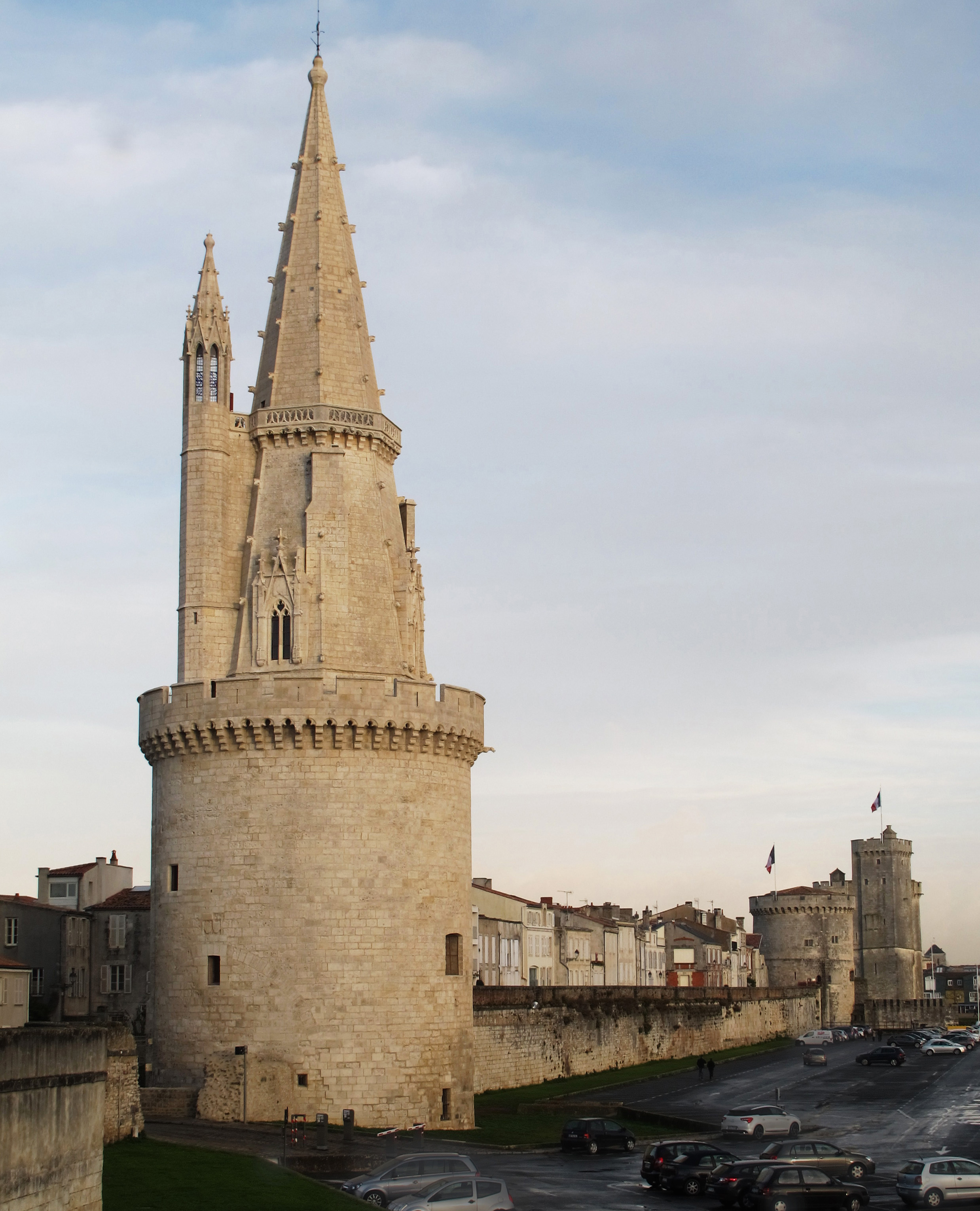
Au premier plan, la Tour de la Lanterne

La tour de la Lanterne (XVe siècle) est, avec la tour Saint-Nicolas et la tour de la Chaîne, l'une des trois tours du front de mer de La Rochelle, vestiges des fortifications médiévales qui protégeaient le port. Elle est également connue sous les noms de tour du Garrot, tour des Prêtres et tour des Quatre Sergents. Elle a été classée monument historique le 17 février 1879.

## Histoire
Une ordonnance du corps de la ville datant de 1209 mentionne déjà l'existence d'une « tour de la Chaîne », n'ayant aucun rapport avec l'actuelle tour de la Chaîne, mais ayant la même fonction. En effet, celle-ci barrait alors l'entrée du port primitif de La Rochelle situé sur le ruisseau du Lafond, et fut par la suite dénommée « tour du Garrot » du nom de l'appareil de levage qui servait à désarmer les vaisseaux avant que ceux-ci puissent entrer dans le port. Le capitaine de tour était désigné comme étant le « désarmeur des nefs ».
Selon Claude Masse, le nouvel ouvrage, commencé en 1445, incorpora par chemisage cette ancienne tour. Il ne fut achevé que 23 ans plus tard (1468), grâce aux deniers personnels du maire de l'époque, Jehan Mérichon. À l'origine, elle formait l'angle sud-ouest de l'enceinte médiévale et sa tourelle à lanterne servait de phare et d'amer. Elle se situait à cette époque au bord de l'eau.
Conservé lors du rasement des fortifications en 1629, elle fut ensuite intégrée dans la nouvelle enceinte de 1689. 
De 1900 à 1914, on entreprend la restauration de la tour. Suivant les projets de Juste Lisch, puis sous la direction d'Albert Ballu, la restauration lui redonne son aspect médiéval.
Lors des rénovations de 2014-2015, deux gargouilles ont été recréées à l'effigie des dessinateurs et caricaturistes Cabu et Wolinski.

## Les divers noms de la tour

### Tour du Garrot
Le plus ancien était tour du Garrot. 
Selon certaines sources, les navires étaient désarmés à leur arrivée. Une machine à la tour de la Lanterne permettait de « garrotter » les canons et de les soustraire aux bateaux qui pouvaient ainsi entrer dans le port sans risque pour la cité.

### Tour des Prêtres
En 1568, afin de renforcer les murailles, on détruit les églises. Les catholiques fuient hors des murs, mais 13 prêtres sont arrêtés et enfermés dans la tour. Ils seront égorgés et précipités dans la mer du haut de la tour les semaines suivantes. La tour pris alors le surnom de tour des Prêtres. Surnom qui se renforça après l'égorgement de quatre autres prêtres par la foule, le 21 mars 1798.

### Tour des Quatre Sergents

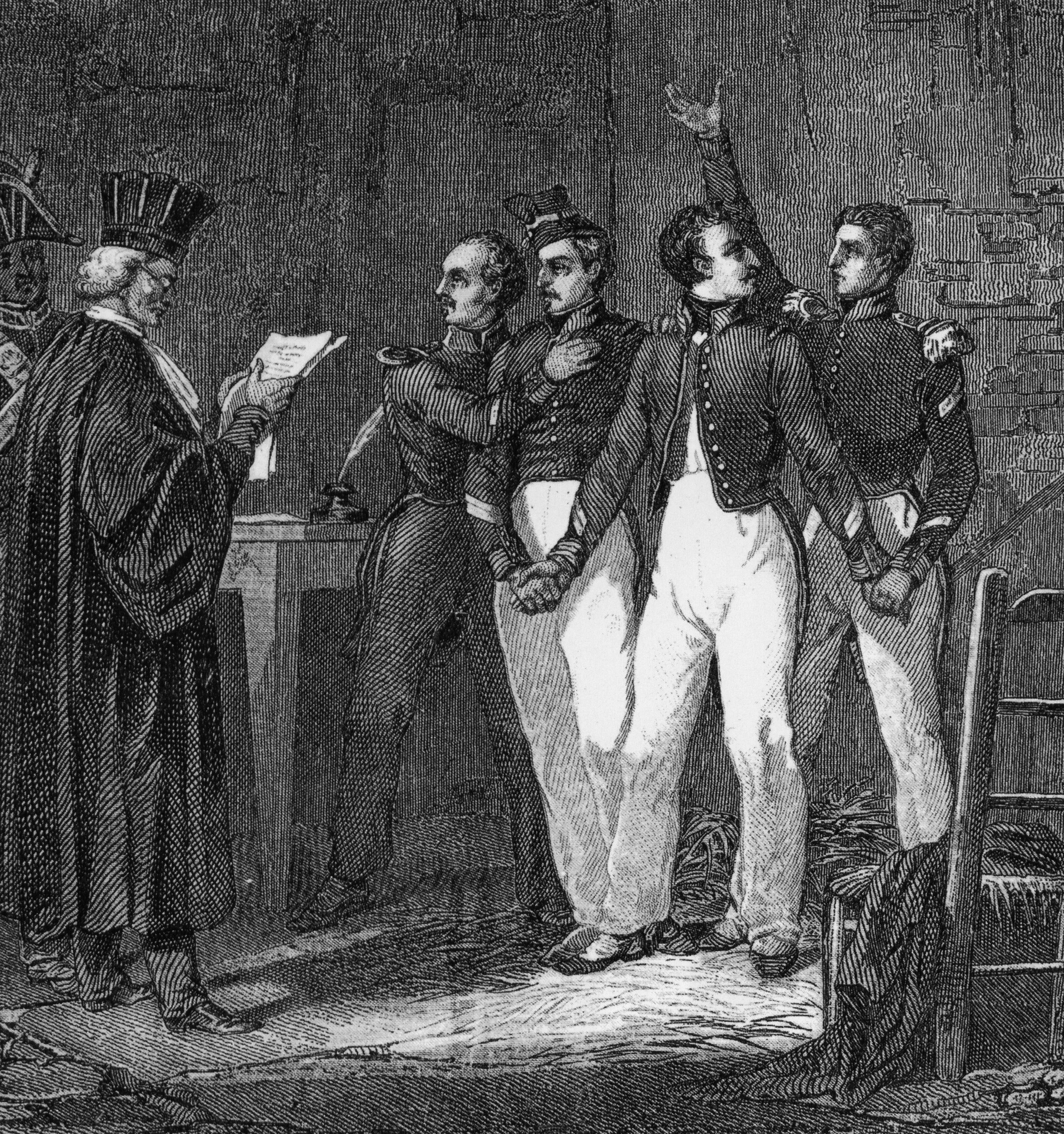
Gravure des 4 sergents de La Rochelle avant leur exécution.

Enfin, en 1822, deux des protagonistes de la « Conspiration de La Rochelle » sont enfermés à la tour avant d'être exécutés à Paris avec deux autres, le 21 septembre 1822. La tour prit alors le surnom de « Tour des Quatre Sergents ».

## Graffiti

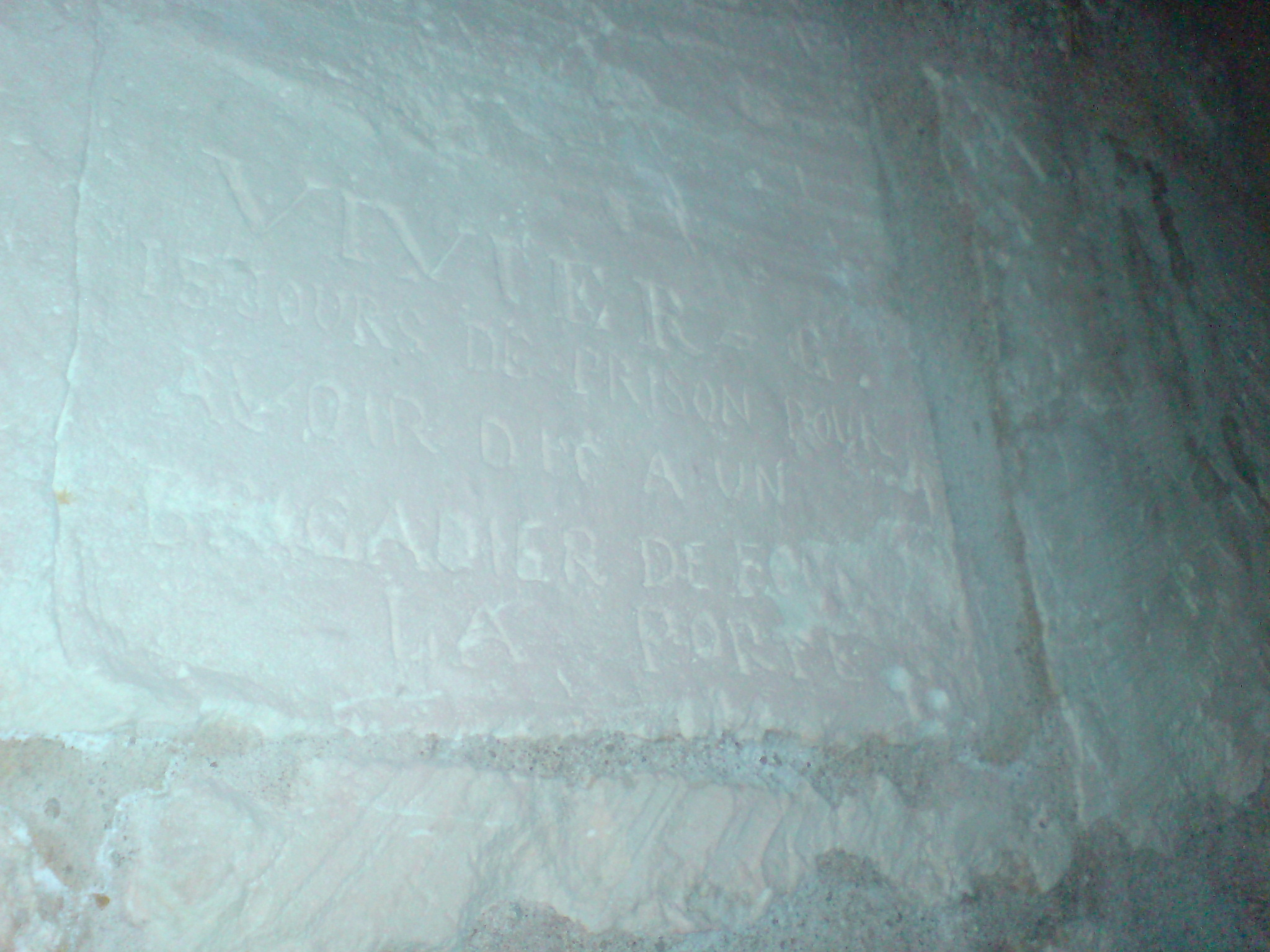
Graffiti gravé par un prisonnier appartenant à l’armée française, à la fin du XIXe siècle, dans une des salles de la tour de la Lanterne. Texte : « Vivier G. / 15 jours de prison pour / avoir dit à un / brigadier de fermer / la porte ».
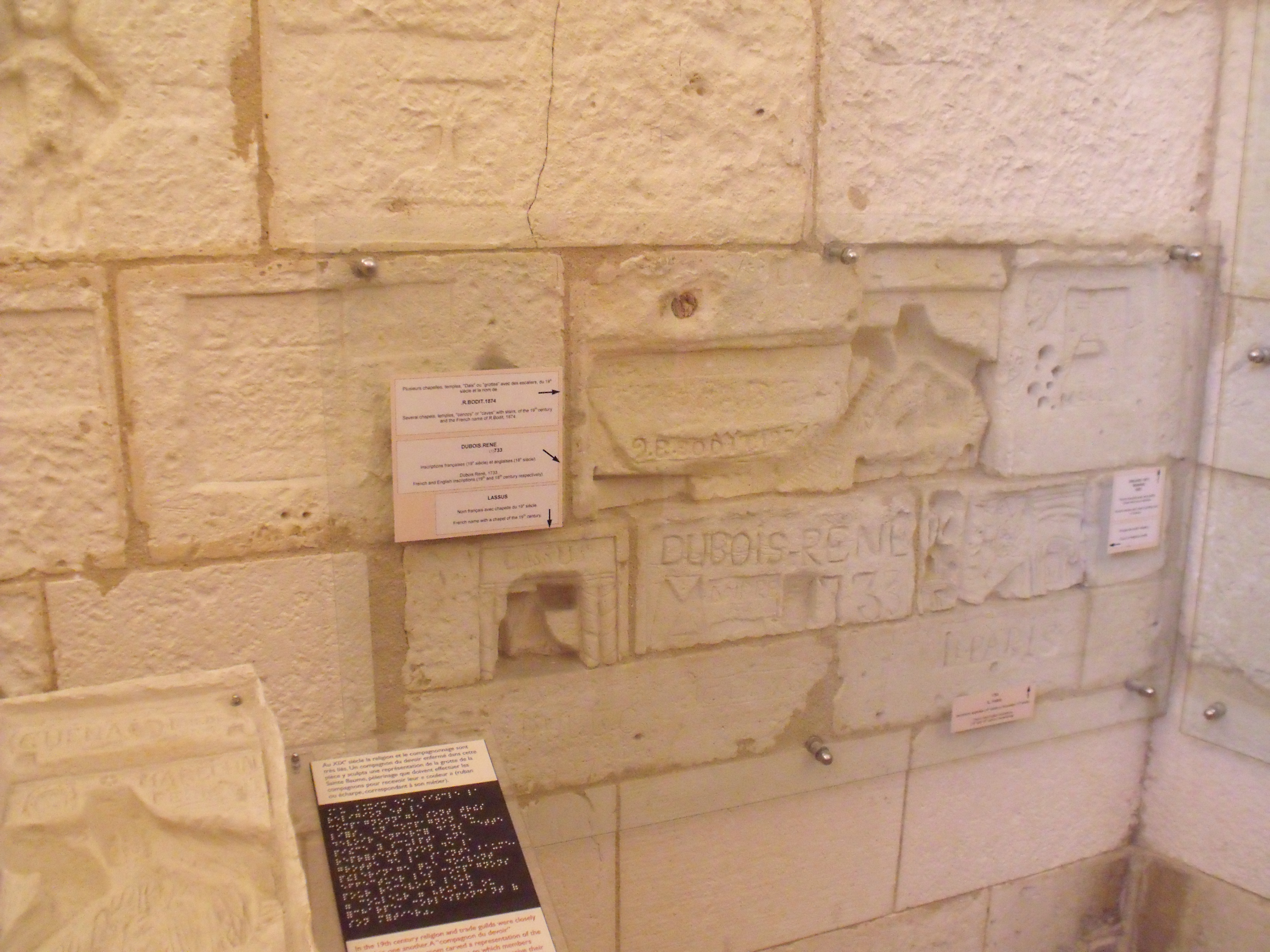
Ensemble de graffiti situé dans l'étude du désarmeur.
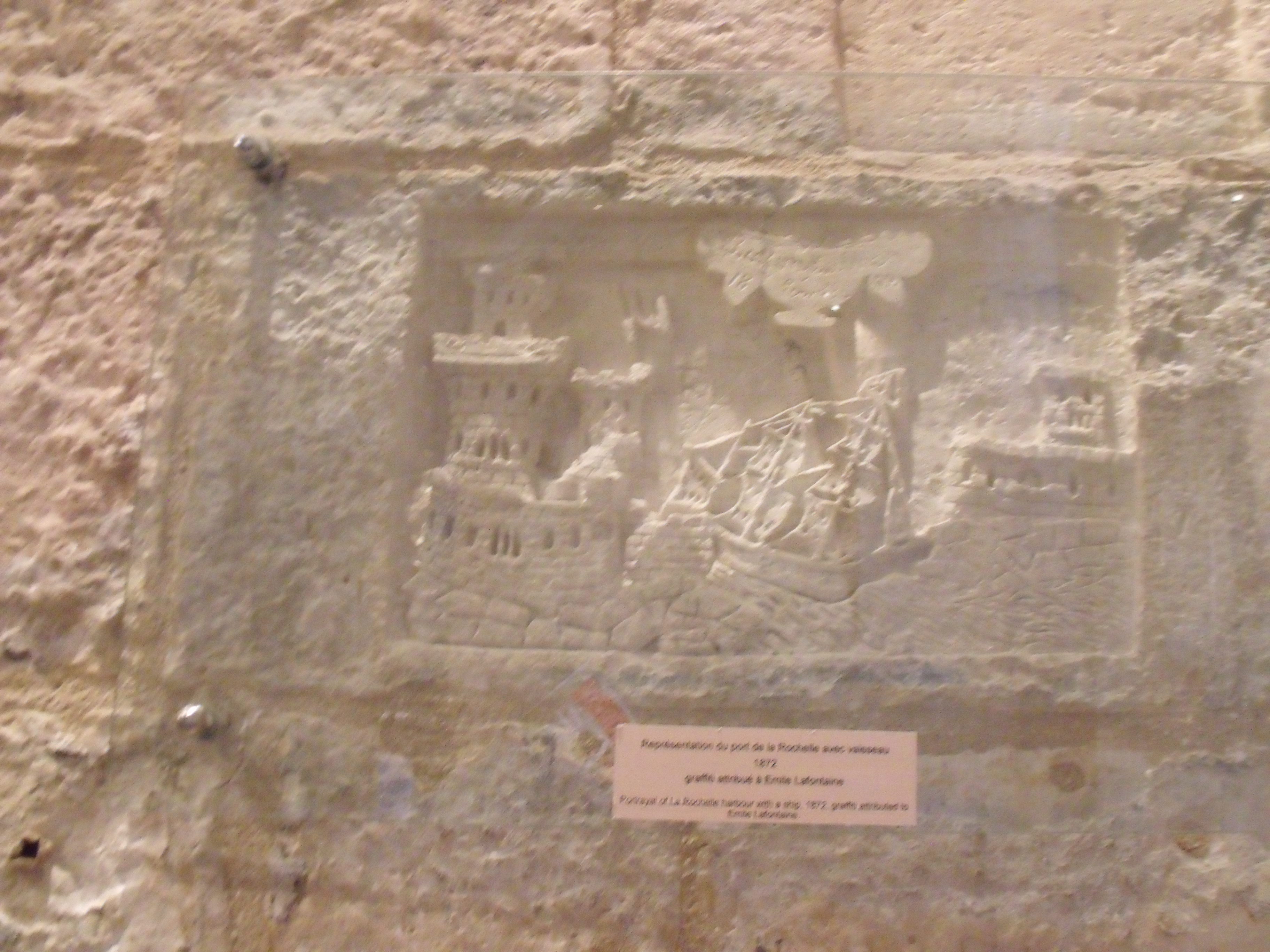
Graffiti représentant l'entrée d'un navire dans le Vieux-Port de La Rochelle, dans la Salle du dortoir, sculpté par Émile Lafontaine, originaire de Montmartre, 1872.

## Architecture

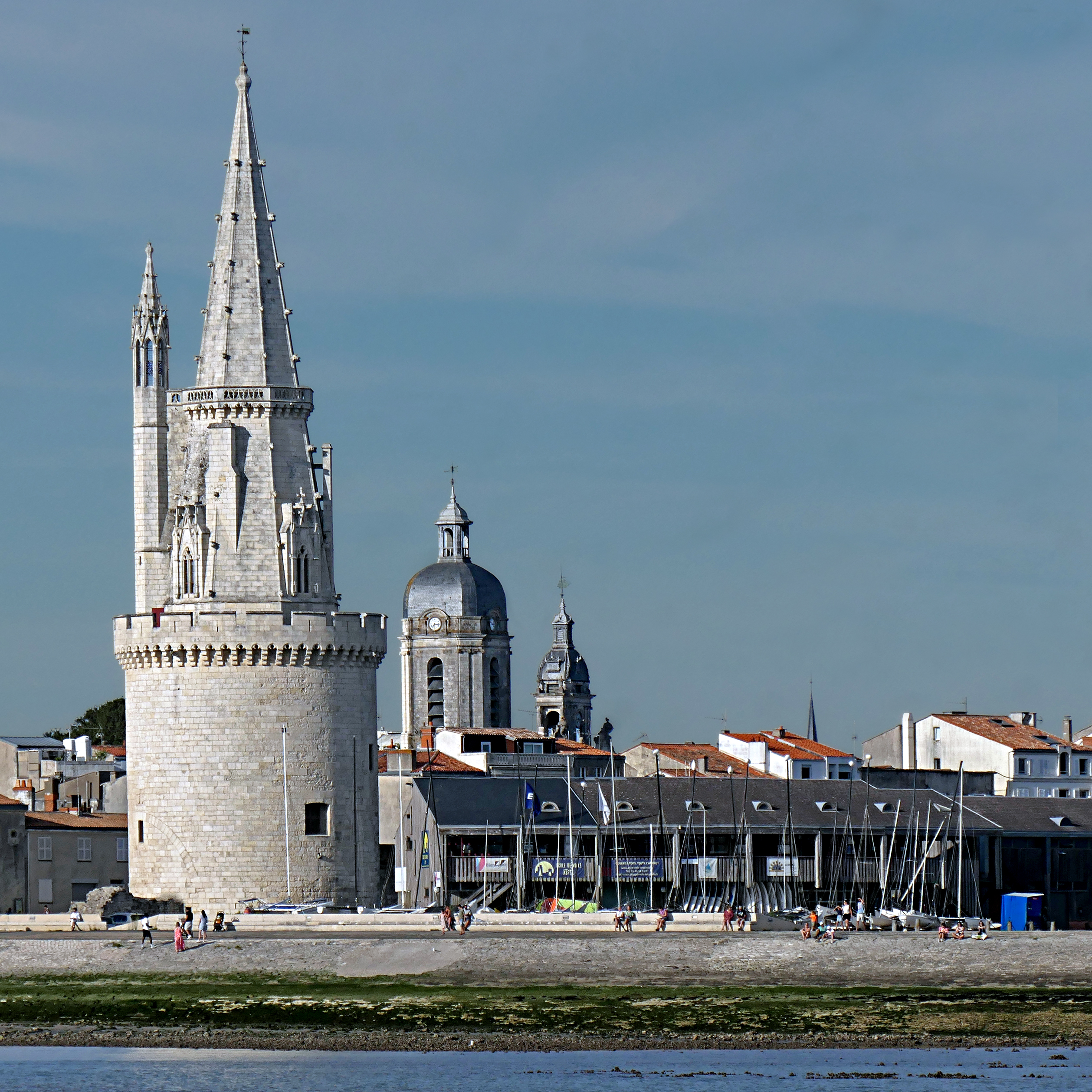
Tour de la Lanterne (1209-1468, classée MH, 1879)

La tour de la Lanterne a une hauteur de 55 mètres, elle est constituée de deux parties. Sa base est un cylindre de 25 mètres de haut et de plus de 15 mètres de diamètre, surplombé d'une flèche octogonale dont quatre des huit pans sont percés de fenêtres trilobées de style flamboyant. Chaque nervure est garnie de crochets.
Plusieurs salles superposées composent l'intérieur de la tour. On y trouve de nombreux graffiti, gravés dans la pierre par des marins anglais, espagnols ou hollandais, emprisonnés dans la tour entre le XVIIe siècle et le XIXe siècle.

### La salle des gardes
Situé au premier étage, cette salle est l'accès à la tour depuis le mur d'enceinte. Le niveau, divisé en deux salles, conserve deux canonnières, une cheminée et un four du XIXe siècle.

### Le niveau 3

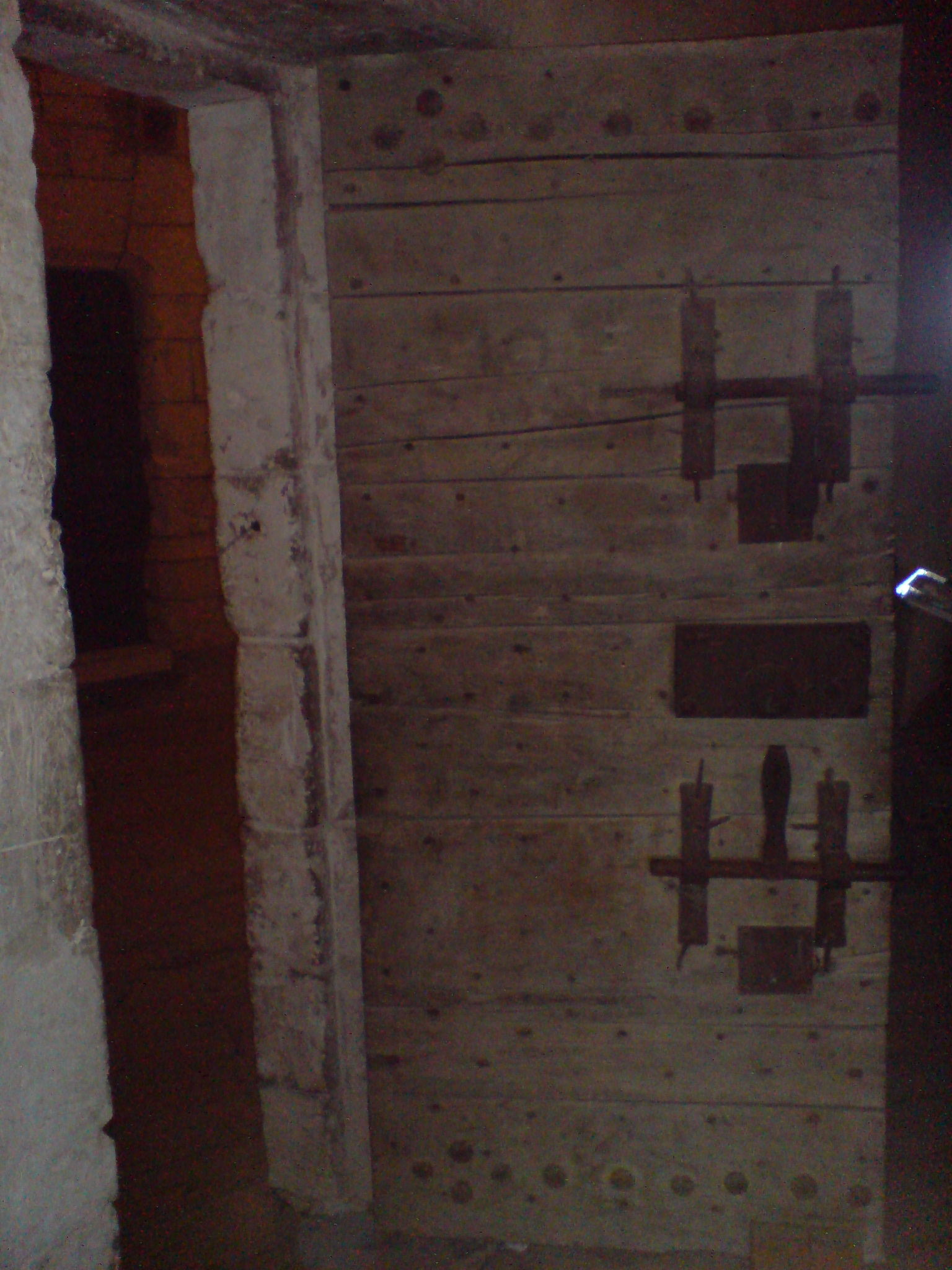
Porte de cellule, située dans le mur de refends du 3e niveau.

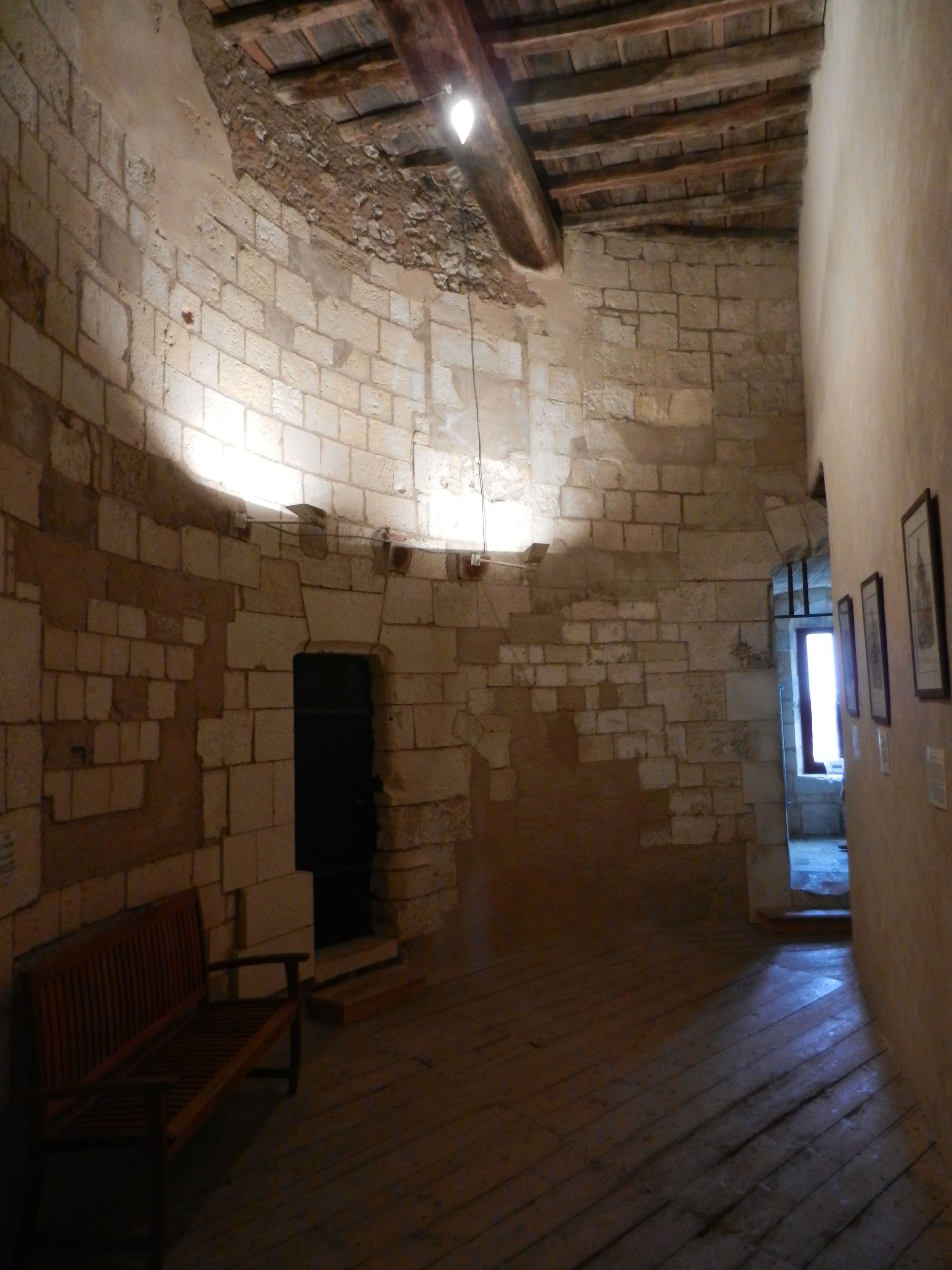
La salle du désarmeur des nefs.

Le niveau est coupé en deux par un mur de refend. Le mur divise le niveau en deux salles : la salle du désarmeur des nefs et la salle de la pistole. La salle du désarmeur des nefs comporte une étude, des latrines. La salle, dit « de la pistole », comporte des inscriptions, notamment espagnoles, religieuses, de compagnons, de corsaires... Il semblerait que cette salle soit une cellule particulière pour prisonnier fortuné. La salle comportait une cheminée aujourd'hui disparue. 

### Le dortoir

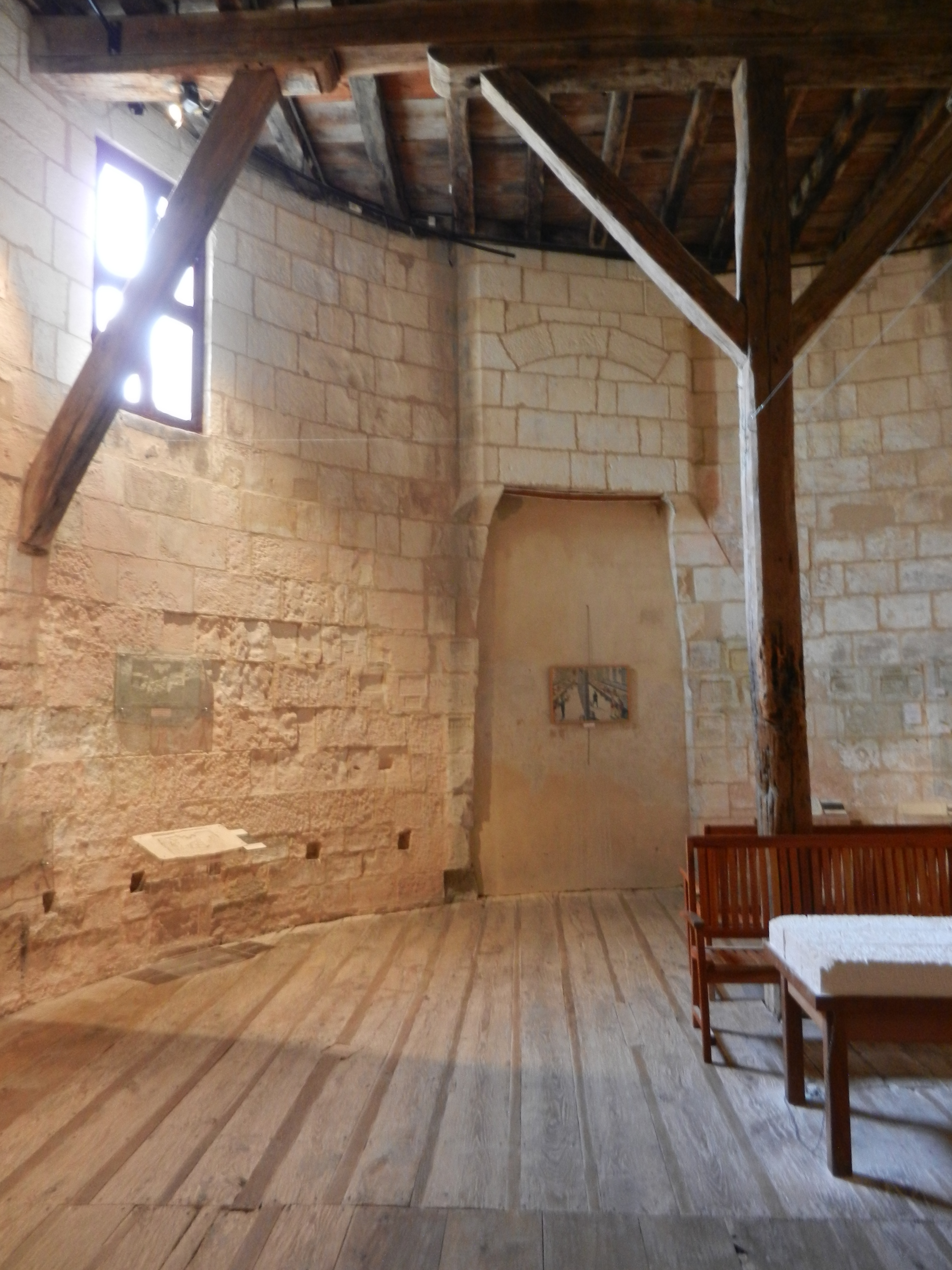
Le dortoir.

Le dortoir constitue le 4e niveau, il pouvait accueillir plus de 100 détenus. Il comporte comme dans le reste de la tour des graffiti de français, anglais, hollandais, des poèmes, des représentations de navires...

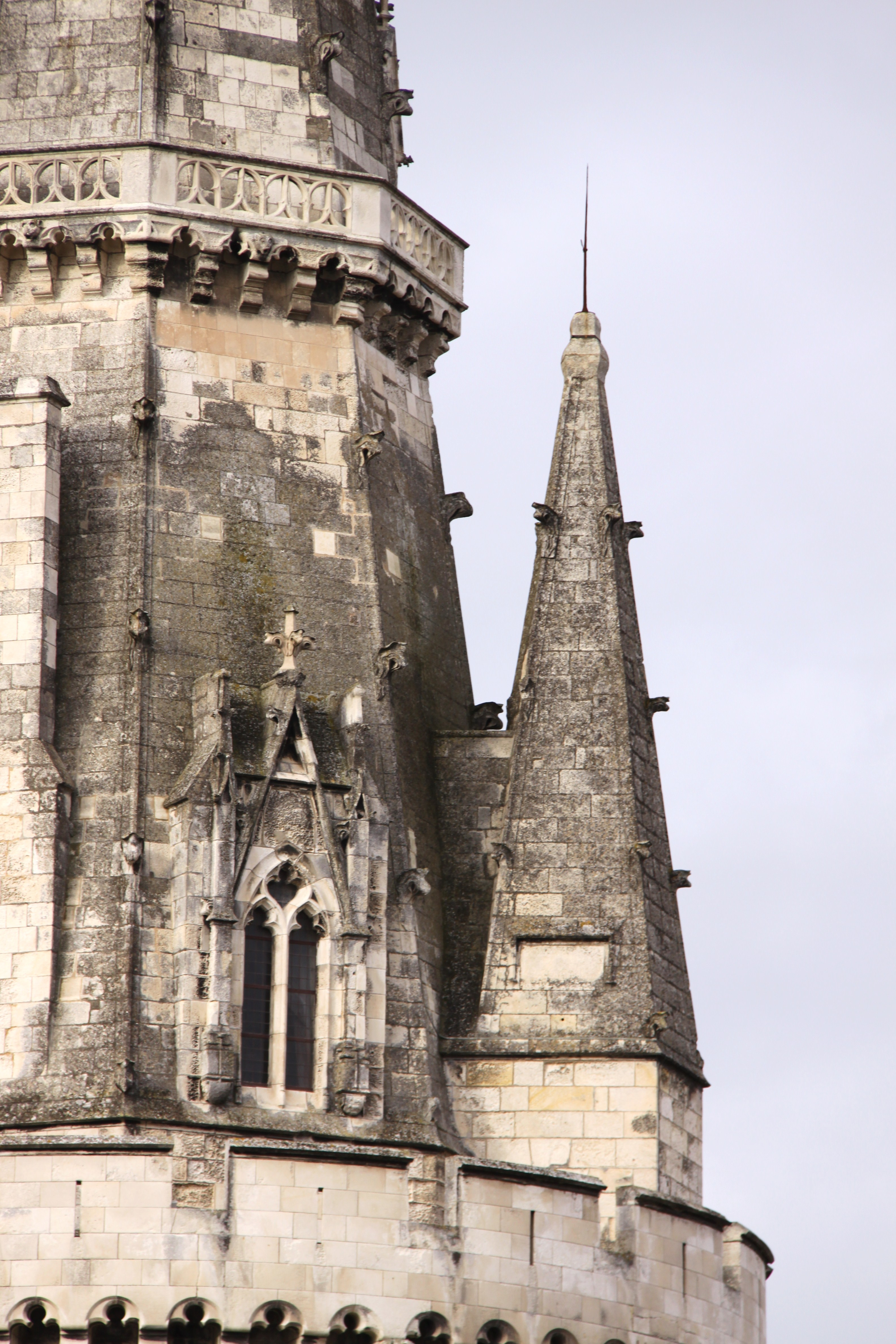
Vue du chemin de ronde couronnant la tour. On peut remarquer une des fenêtres richement décorées de la salle Jean Mérichon, la galerie ceinturant la flèche octogonale avec sa balustrade sculptée, située en partie haute et la pyramide de pierre coiffant le premier escalier avec l'encart en pierre.

### La salle Jehan Mérichon

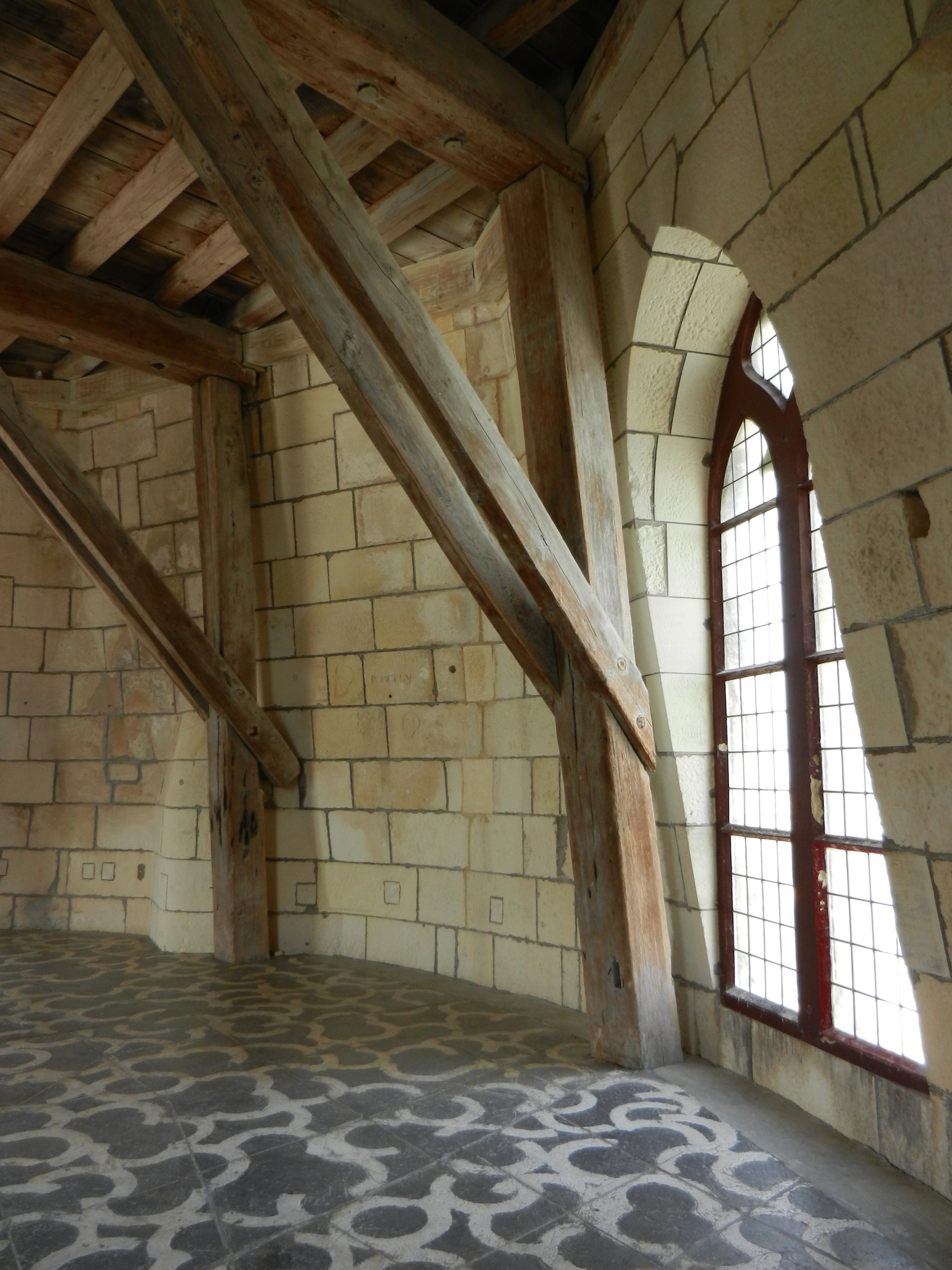
La salle Jehan Mérichon.

Cette salle porte le nom de l'ancien maire de La Rochelle qui a financé l'achèvement de la tour. Jehan Mérichon fut maire de La Rochelle à cinq reprises et fut conseiller du roi Louis XI. 
Le sol de la salle est une œuvre de Jean-Pierre Pincemin de 1985. La répétition aléatoire et rythmique d'un module en arc de cercle peut évoquer les maillons d'une chaîne brisée. On peut interpréter cette œuvre comme une évocation « symbolique » des fonctions carcérales de la tour durant de longs siècles. Les striures à la fois déliées et enchevêtrées qui colonisent l'espace, effacent l’immobilisme de l’œuvre : elle éclate, s’anime et se rehausse par un jeu d'ombre et de lumière. L’œuvre est constituée de béton blanc et noir et représente une superficie de 76,5 m2.
Cette salle n'existait pas lors des relevés effectués par Claude Masse. 

### Les cellules

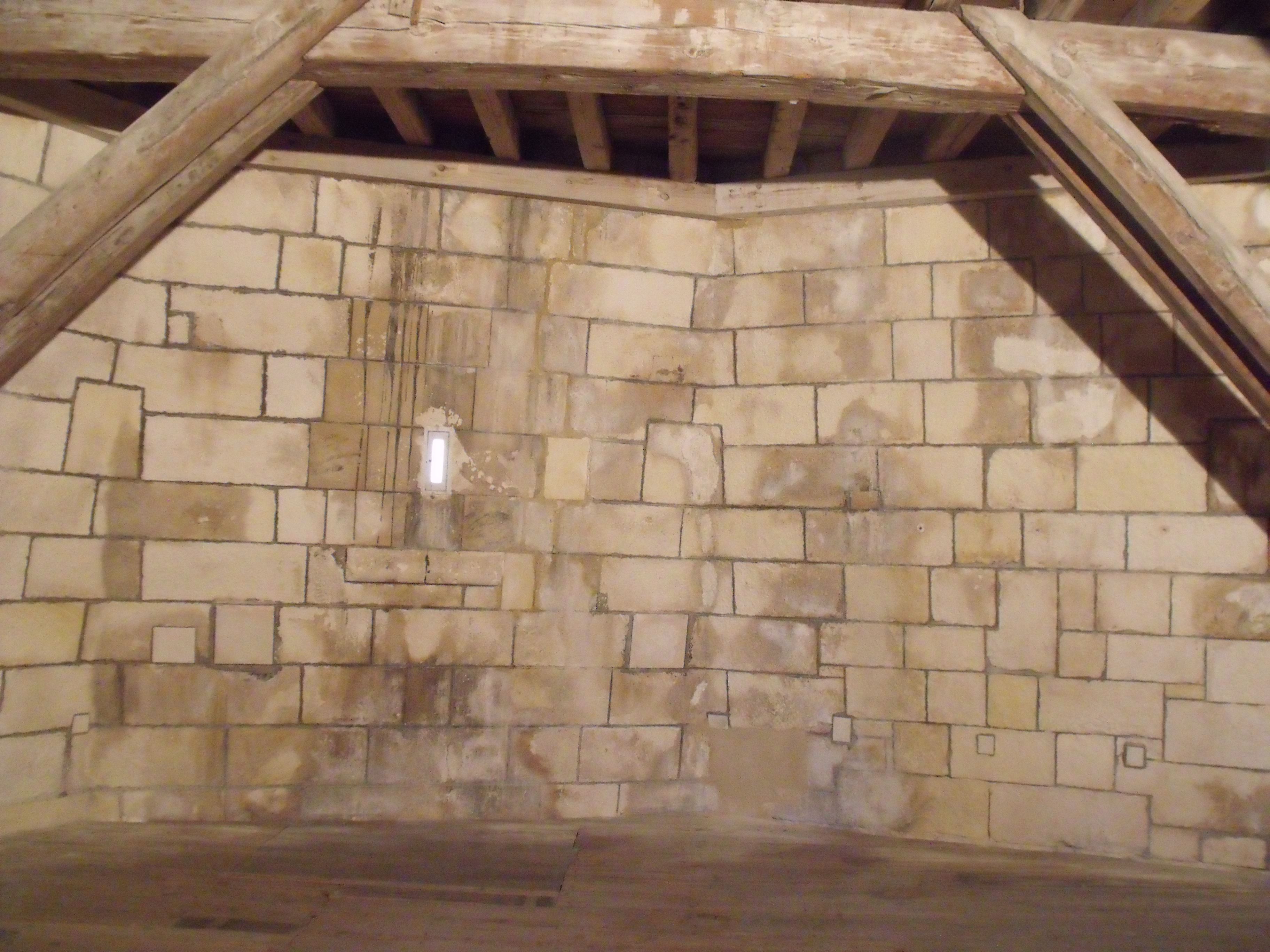
Vue de l'intérieur d'un des deux niveaux de cellule datant du XIXe siècle.

Les cellules sont réparties sur deux niveaux qui ont été créés aux XIXe siècle. Ils comportaient initialement des ouvertures qui ont été rebouchées au cours des restaurations du début du XXe siècle.

### La salle de l'amer

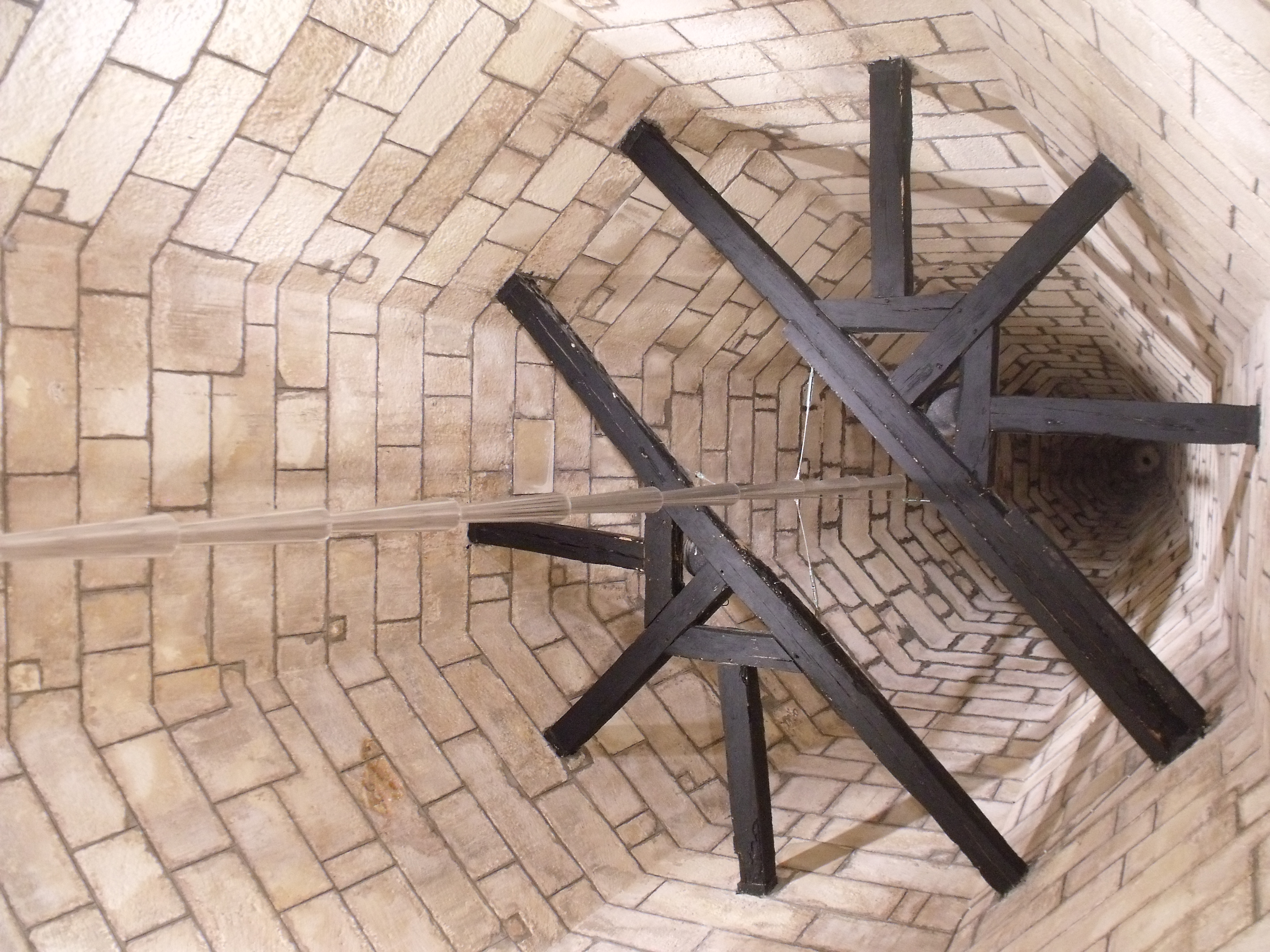
Vue de l'intérieur de la salle de l'amer, située au sommet de la flèche octogone.

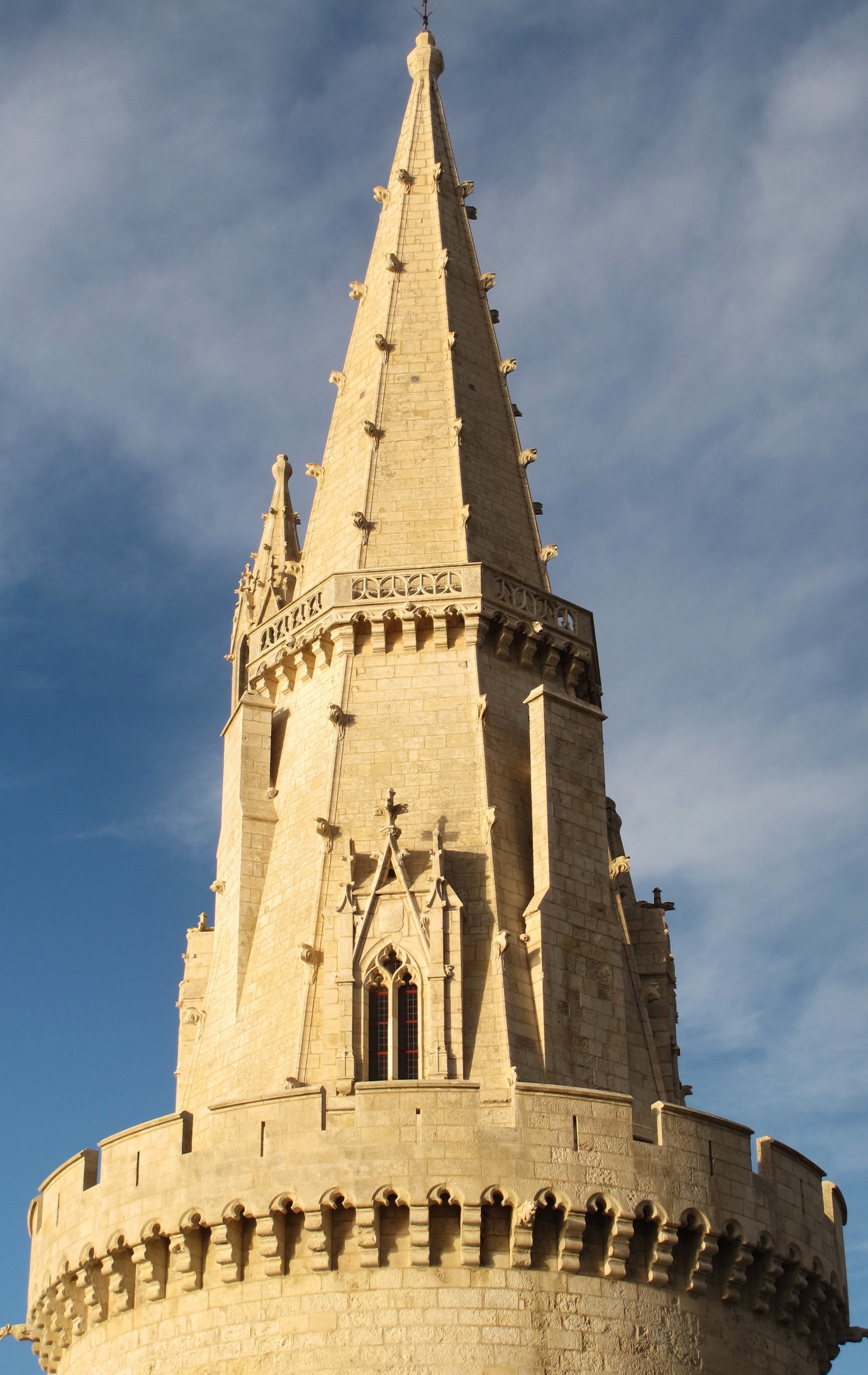
La grande flèche octogone d'environ trente mètres de haut avec nervures garnies de crochets flamboyants.

Cette salle renferme les plus beaux graffiti de navires de la tour. Elle comporte une œuvre de Gottfried Honegger datant de 1985. L’œuvre est en deux parties. Au sol, un labyrinthe 
peut évoquer la prison, l'enfermement… Suspendue à la flèche de la tour, une stèle verticale peut symboliser l'évasion, la liberté…
Cette salle n'existait pas lors du relevé effectué par Claude Masse.

### La galerie
Situé à 38 mètres de haut, la galerie offre un panorama exceptionnel sur le centre ville et sur la rade de La Rochelle qui explique l'implication de la tour dans le guet de la mer.

### La lanterne

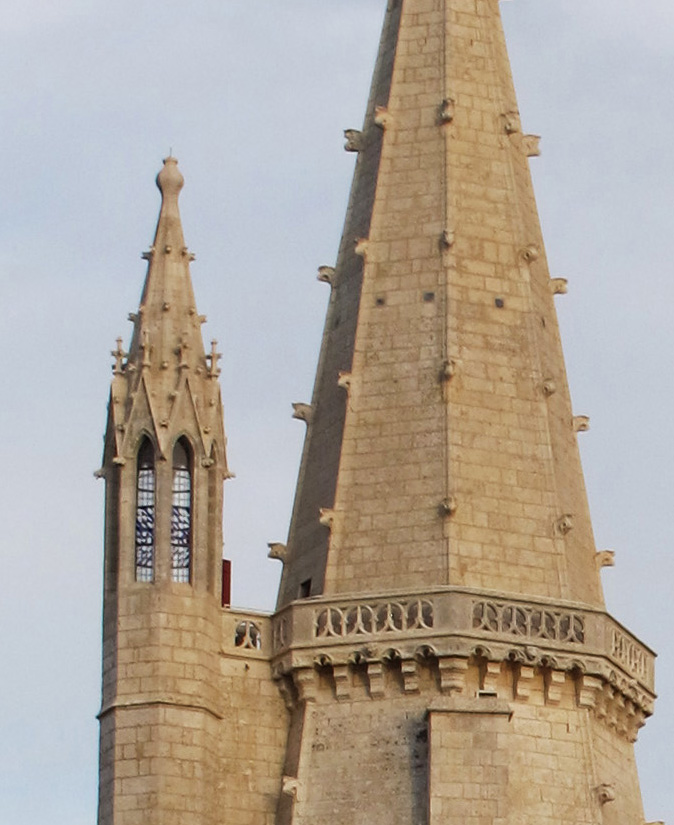
La lanterne, à gauche

La lanterne actuelle est une reconstitution de Juste Lisch.

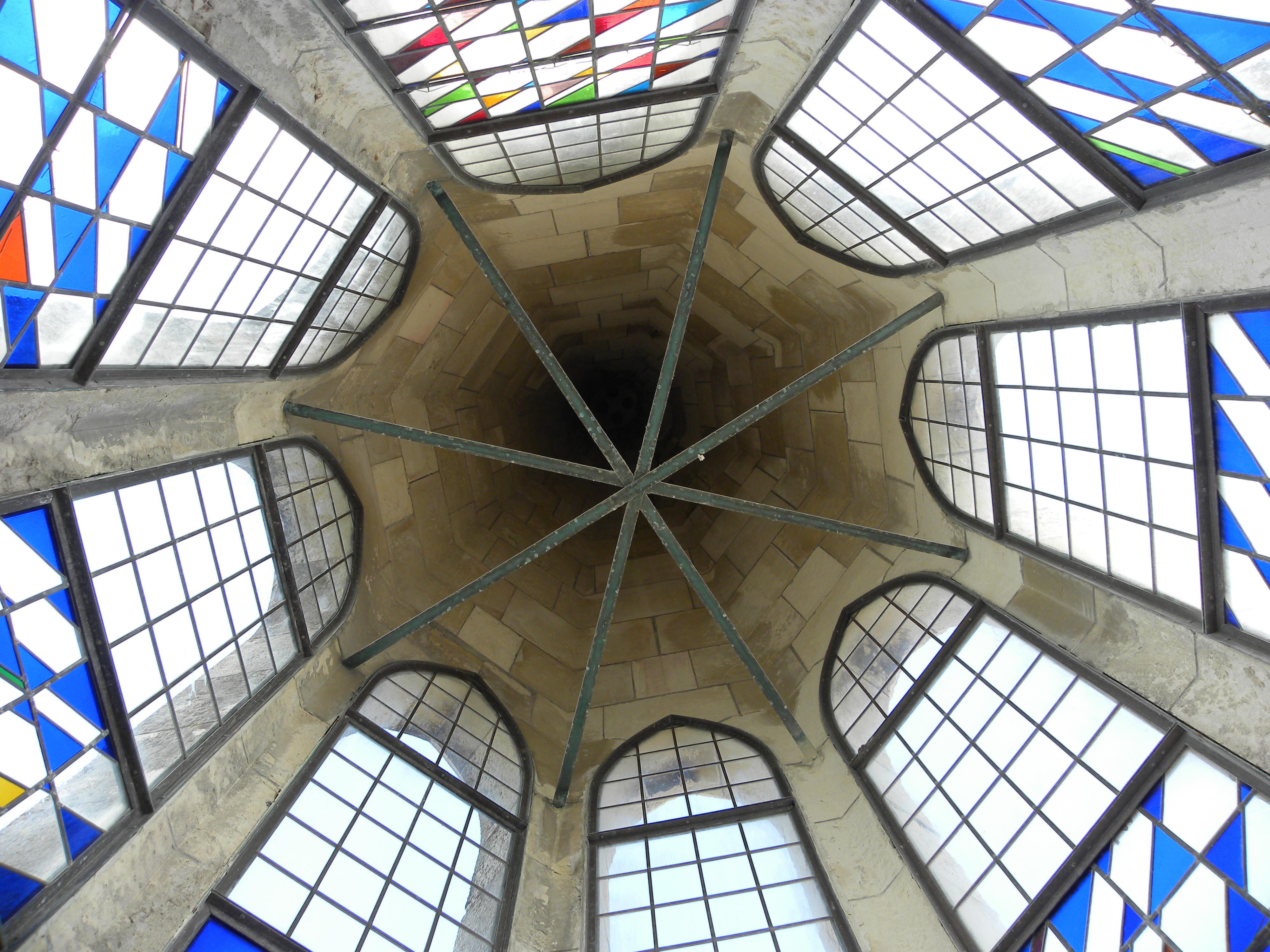
Intérieur de la lanterne.
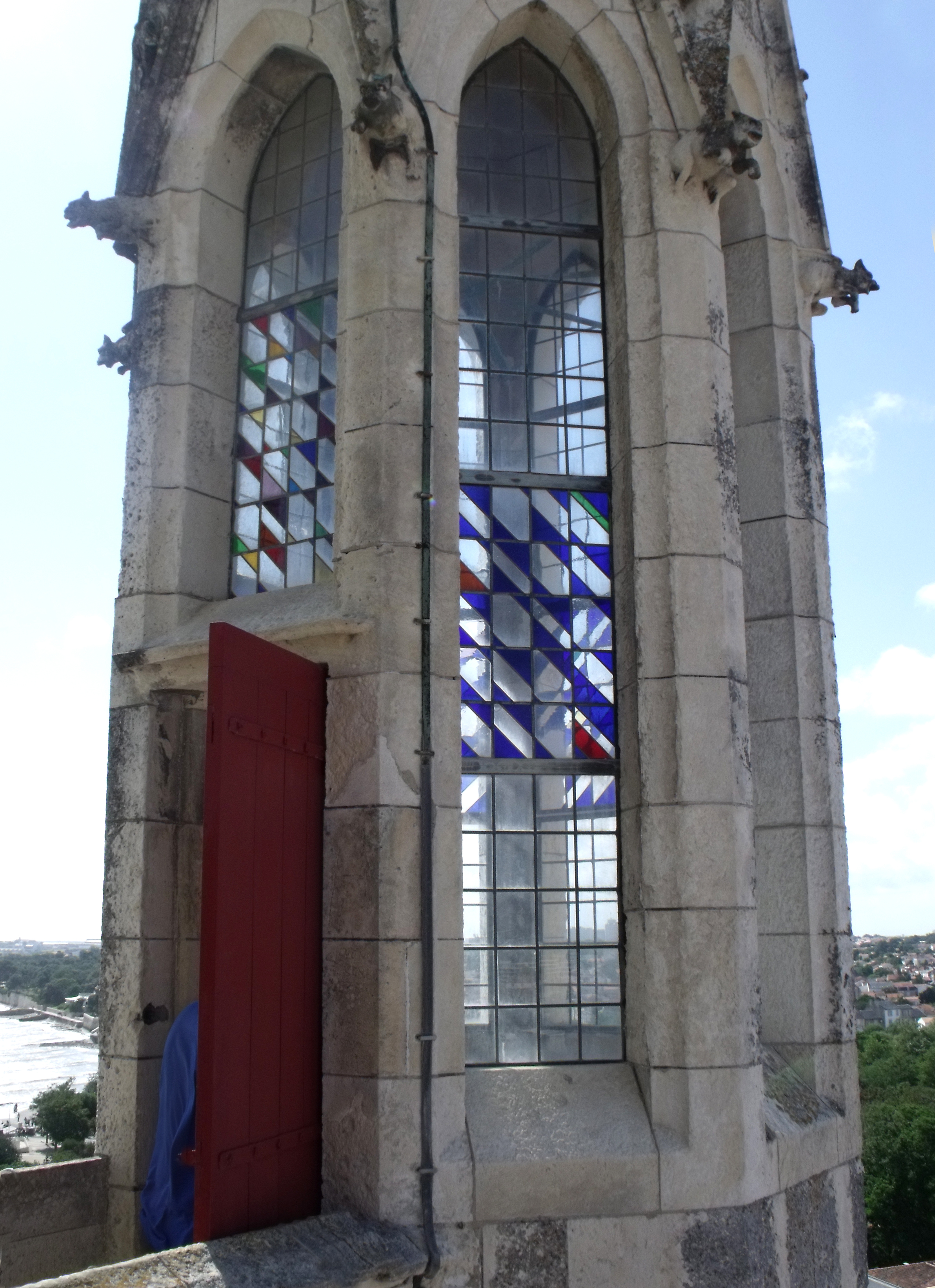
La lanterne suivant la reconstitution faite par Juste Lisch.

### Circulation intérieure
Contrairement aux tours de La Chaîne et de Saint-Nicolas, la tour de la Lanterne ne possède que deux escaliers à vis. La salle basse n'est reliée à aucun d'eux. Le premier dessert l'ensemble des salles jusqu'au chemin de ronde. Il est coiffé par une pyramide de pierre de quatre côtés. Outre les crochets de style gothique flamboyant, l'un des pans comporte un encart de pierre sous lequel était inscrit l’achèvement de la tour daté de 1468 et son attribution au maire Jean Mérichon. Le deuxième plus étroit relie le chemin de ronde à la galerie et à la salle de l'amer. Il est coiffé par la Lanterne.

## Plans

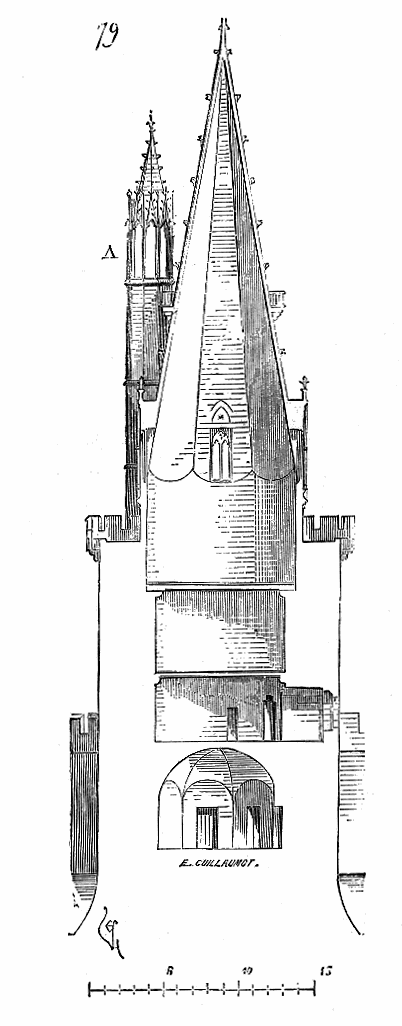
Coupe de la Lanterne représentant suivant Eugène Viollet-le-Duc l'état qu'elle avait au XVIe siècle.
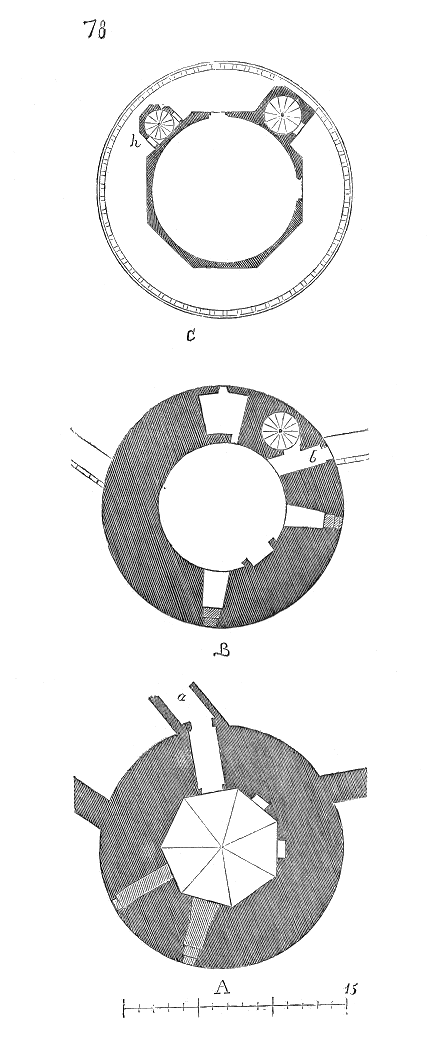
Plans des trois niveaux initiaux de la tour.
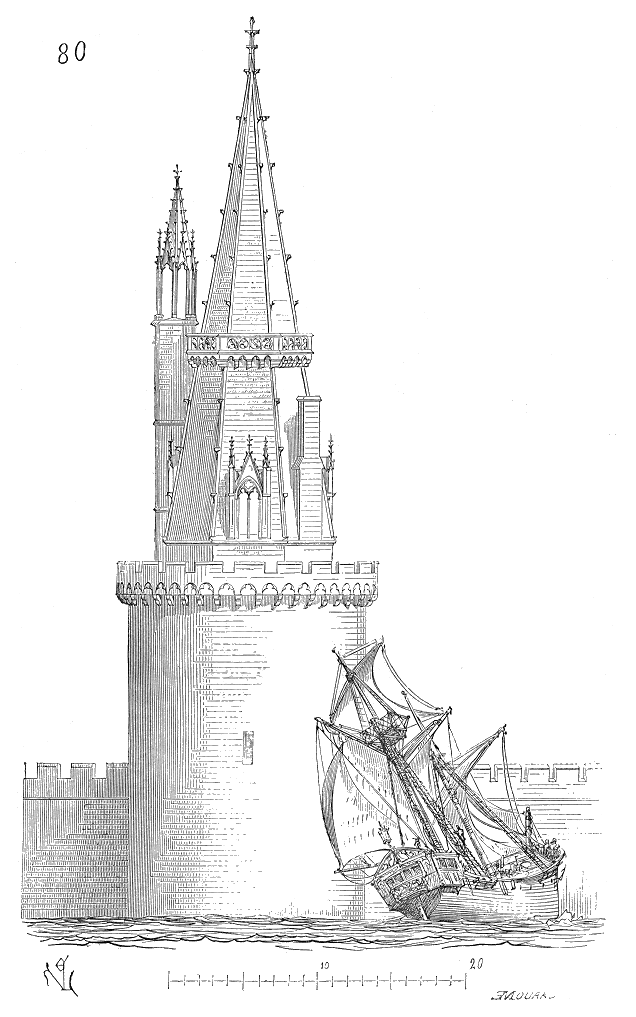
Représentation de la tour côté mer.

## Galerie

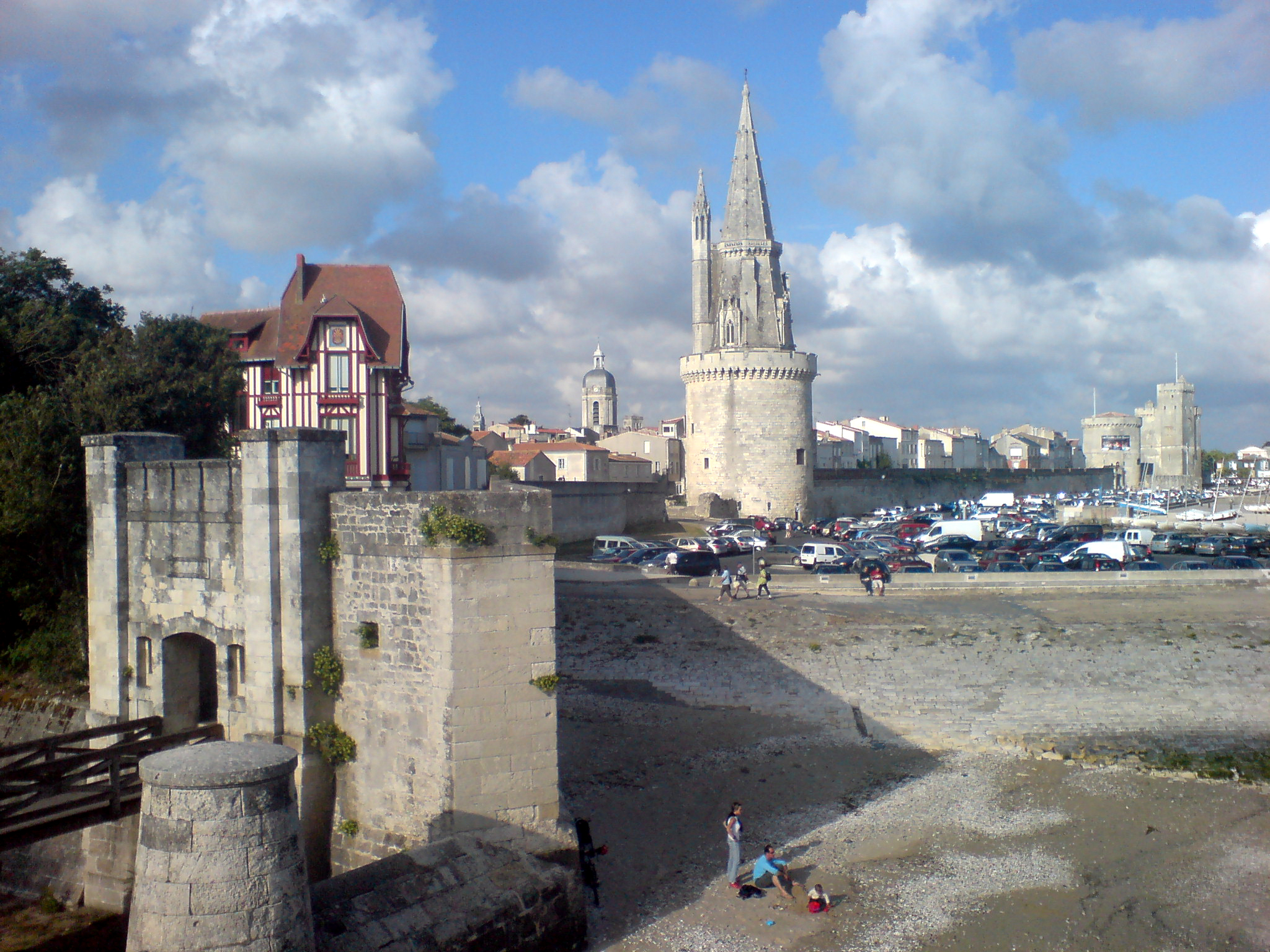
Au premier plan, la porte des Deux Moulins, représentant l'extrémité ouest du front de mer.
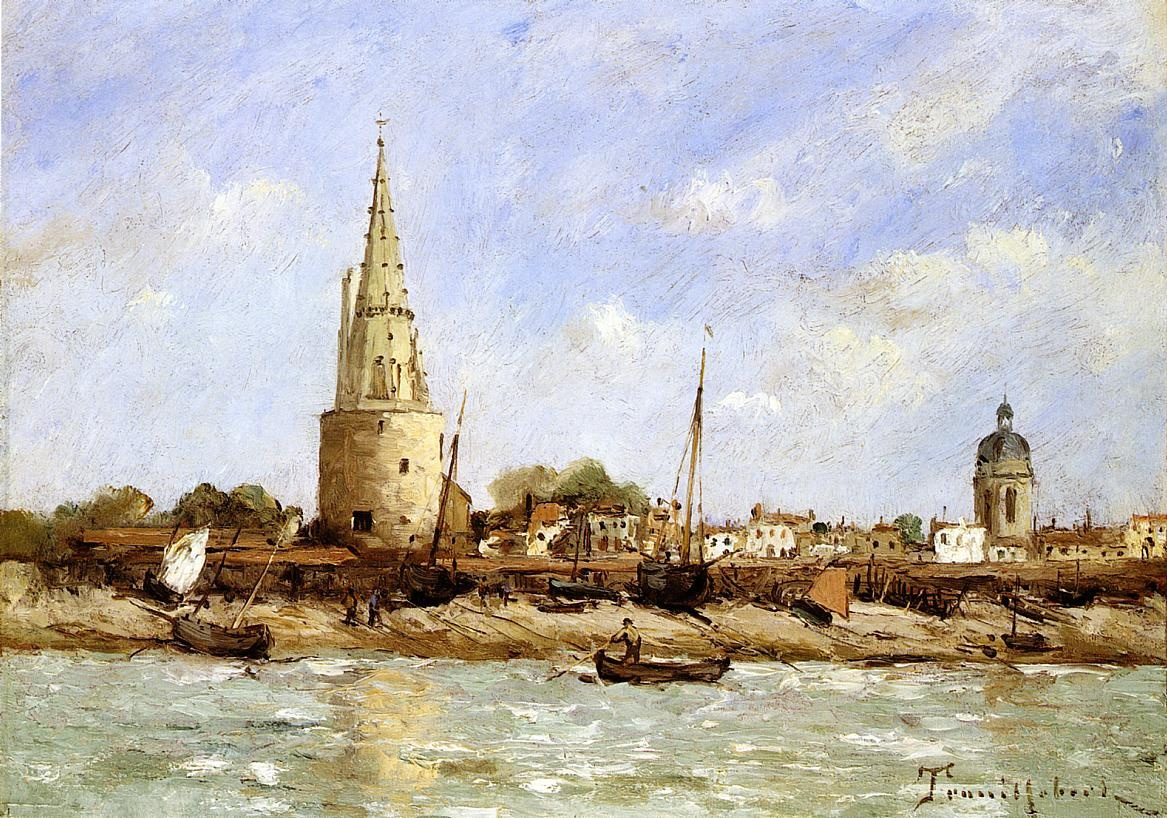
Paul Désiré Trouillebert, La Rochelle, XIXe siècle.
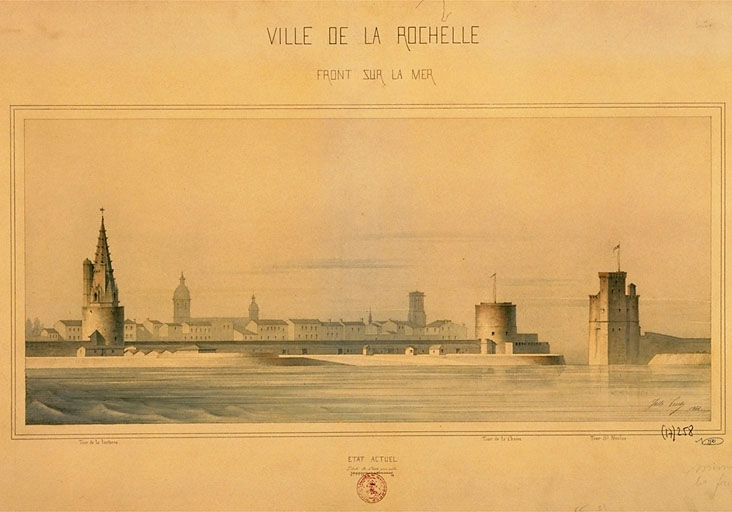
Représentation des tours de la Rochelle, avant la campagne de restauration. Au premier plan à gauche, la tour de la Lanterne, suivi de la tour de la Chaîne et à droite la tour Saint-Nicolas.
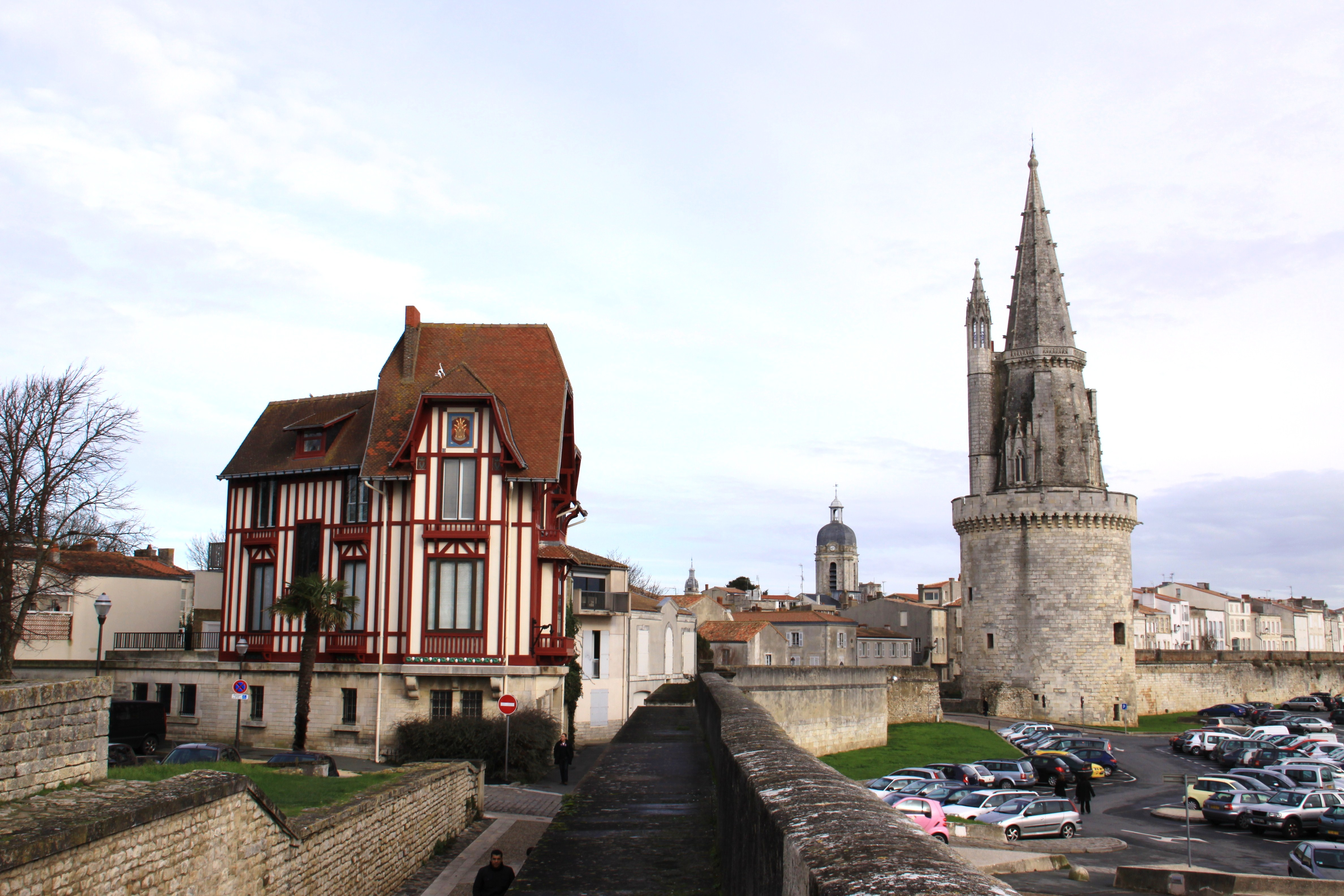
Vue de la tour depuis la porte des deux-moulins. À gauche, la maison dite « du chat ».
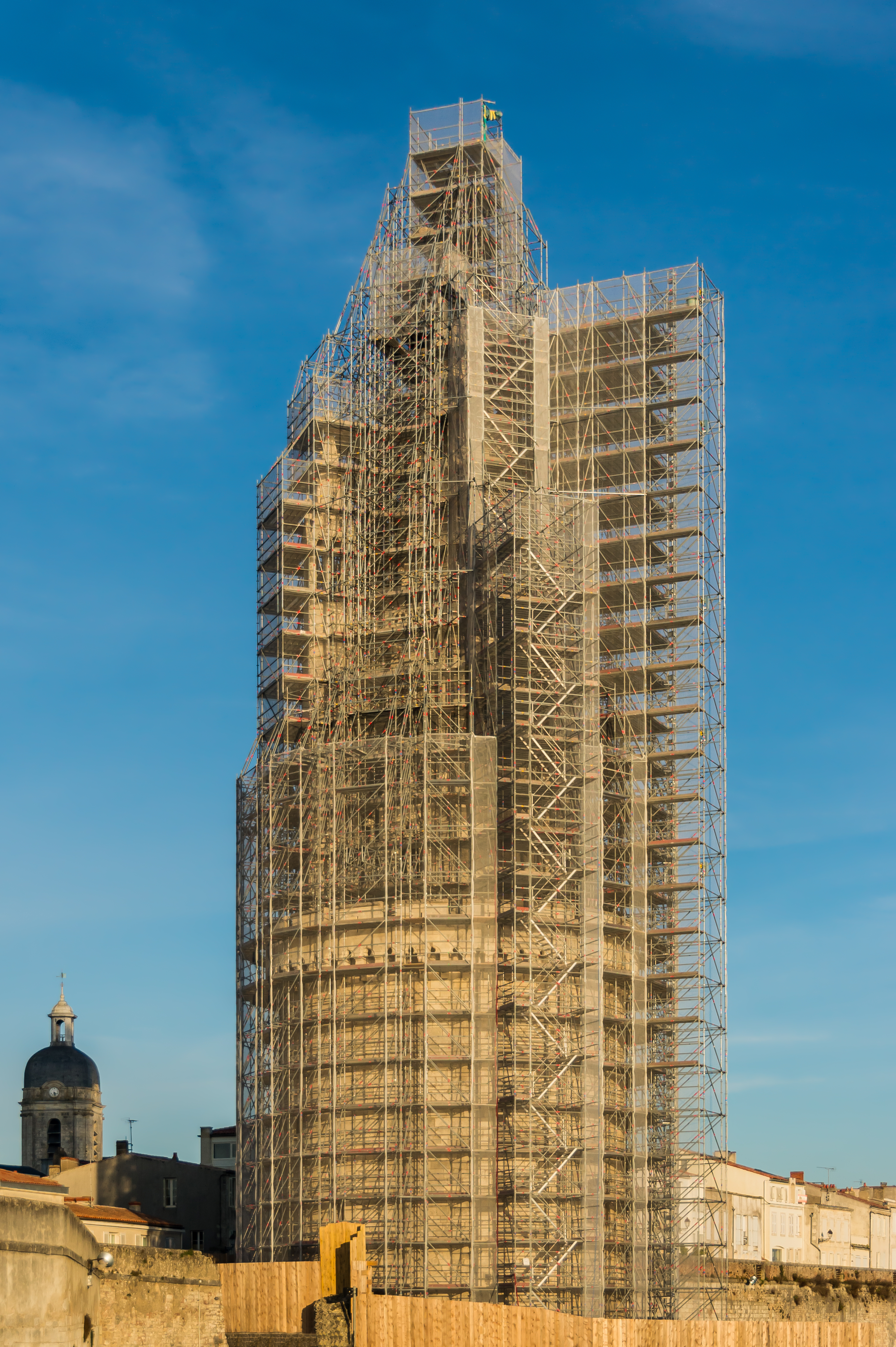
Sous échafaudage complet, 1er janvier 2015.

## Données sur l'exploitation des tours
Les tours de La Rochelle, qui regroupe la tour Saint-Nicolas, la tour de la Chaîne et la tour de la Lanterne, sont gérées par le Centre des monuments nationaux, qui y emploie en 2011, 20 personnes. La fréquentation des tours s'est améliorée durant ces dernières années passant de « 85 444 personnes en 2005 à 121 523 en 2011 ». Les recettes ont également augmenté, malgré les fermetures ponctuelles de la tour de la Chaîne, passant de « 231 303 € en 2005 à 416 811 € en 2011 ».